# Jules Jordan
Pour les articles homonymes, voir Jules Jordan (compositeur) et Jordan.
Jules Jordan, né le 25 mai 1972 en Pennsylvanie, est un réalisateur, producteur et acteur de films pornographiques américain.

## Biographie
Il fut formé par le réalisateur John Stagliano et ses films distribués par Evil Angel studio.
Il est l'auteur de séries comme Flesh Hunter, Ass Worship, Feeding Frenzy, Weapons of Ass Destruction, Lex the Impaler, Trained Teens, et d'autres.
Jules Jordan et John Stagliano ont décidé de lutter contre le piratage des films X sur le net et l'infraction à l'encontre des copyrights en multipliant les procès contre les sites web pirates, car certains sites web copient des films sans autorisation et les proposent à la vente.
En 2007, à la suite d'un procès contre le distributeur Canadien « Kaytel », la cour d'appel leur accorde environ 17,5 millions de dollars de dommages et intérêts.

## Récompenses et nominations
- 2001 : XRCO Awards (Director of the Year)
- 2002 : XRCO Award (Best Threeway Sex Scene) - Trained Teens (avec Aurora Snow et Gauge)
- 2003 : XRCO Award (Director of the Year)
- 2006 : F.A.M.E. Award (Favorite Director)
- 2008 : AVN Award (Director of the Year) (Body of Work)
- 2009 : AVN Award – Best Director, Ethnic Video – Lex the Impaler 3
- 2009 : AVN Award – Best Anal-Themed Release - Jules Jordan's Weapons of Ass Destruction 6
- 2009 : AVN Award – Best Big Bust Release - Big Tits at School
- 2009 : AVN Award – Best Ethnic-Themed Release - Black - Black Ass Addiction 2
- 2009 : AVN Award – Best Ethnic-Themed Series - Black - Black Ass Addiction
- 2009 : AVN Award - Best Internal Release - All Internal 7
- 2009 : AVN Award - Best Interracial Release - Lex the Impaler 3
- 2009 : AVN Award - Best POV Series - Double Vision
- 2009 : AVN Award - Best Young Girl Release - Jailbait 5
- 2009 : XRCO Hall of Fame inductee (Film Creators)
- 2009 : XRCO Award Meilleur réalisateur - Films non-scénarisés (Best Director - Non-Features)[3]
- 2010 : AVN Award – Best Director, Ethnic Video – Lex the Impaler 4
- 2010 : F.A.M.E. Award – Favorite Director
- 2013 : AVN Award Meilleur réalisateur - Film non scénarisé (Best Director - Non Feature) pour Alexis Ford Darkside[4]